# 徳島市立スポーツセンター
徳島市立スポーツセンター（とくしましりつスポーツセンター）は、徳島県徳島市川内町にある屋内スポーツ施設。
徳島市で唯一ローラースケート場としても利用されている施設である。
また徳島市立葬斎場と隣接している。

## 概要

### 施設概要
- 構造：鉄筋コンクリート平屋建一部鉄骨
- 総工費：2億1,800万円
- 総築面積：3,965m2
- 延床面積：1,020m2
- 競技場面積：980m2
- 竣工：1980年（昭和55年）6月25日

### 開館時間
- 9:00～21:00

## 主な利用
- バレー（2面）
- バスケット（1面）
- 卓球（14台）
- バドミントン（6面）
- ローラースケート

## 交通
- 徳島市営バス「十郎兵衛線」上別宮停留所より徒歩7分。
- 徳島自動車道「徳島インターチェンジ」より車ですぐ。